# Distrito de Cachachi
El distrito de Cachachi es uno de los cuatro distritos de la provincia de Cajabamba, ubicada en el departamento de Cajamarca, bajo la administración del Gobierno Regional de Cajamarca en el Perú.

## Geografía

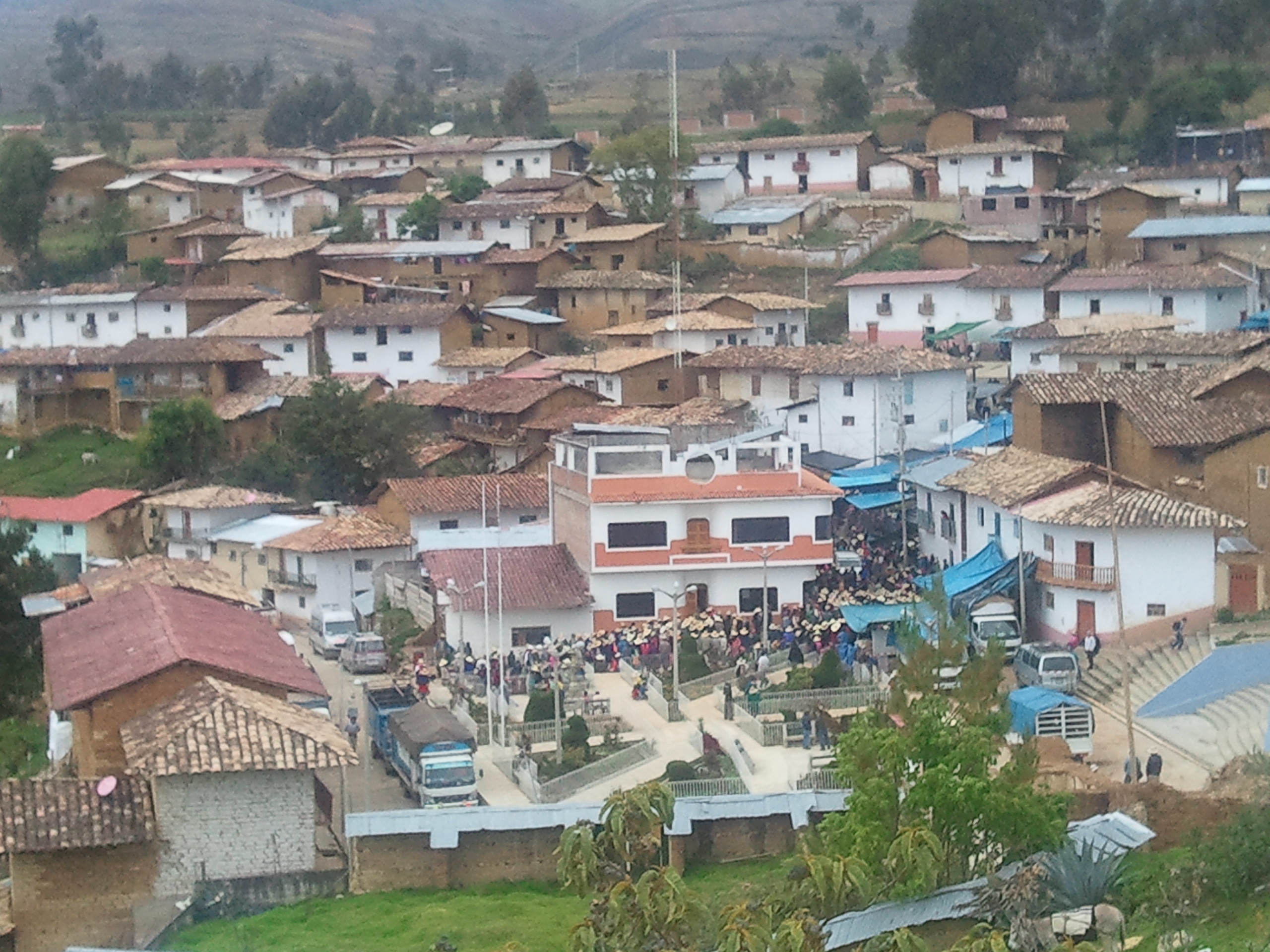
Capital de Cachachi

Cachachi se encuentra ubicada en la Sierra Septentrional, al Sur del Departamento de Cajamarca y en la parte Oeste de la provincia de Cajabamba. Cuenta un área de 820.81 km²  representando el 45.4 % del territorio de la provincia de Cajabamba. Ubicada entre los paralelos 7° 30” 0” y 7° 45”0” de latitud sur y el meridiano 78°16′1.1″  de longitud Oeste, la capital se encuentra a 3275 m s. n. m. Cachachi, al ser el distrito más grande de la provincia de Cajabamba cuenta con casi un tercio de la población de la provincia y según el censo de 2007 cuenta con una población de 24 305 habitantes.
Límites:
- Norte:  Limita con los distritos de Pedro Gálvez y Jesús  por los cerros Mogol, Camandela , Collotan chico , Collotan grande , Pajonal y Aripita. Y hacia el noreste limita con el distrito de Eduardo Villanueva provincia de San Marcos, separados por el río Cajamarquino.
- Sur: con los distritos de Usquil y Sanagoran Departamento de  la Libertad, delimitado por varios cerros.
- Este: con los distritos de Condebamba y Cajabamba de la provincia de Cajabamba, delimitado por el Río Condebamba (o Huamachuquino).
- Oeste: con los distritos de Cospan provincia de Cajamarca , distrito de Sayapullo, de la provincia del Gran Chimú, distrito de Huaranchal  de la provincia de Otuzco departamento de la Libertad, delimitado por el ramal exterior de la Cordillera Occidental.

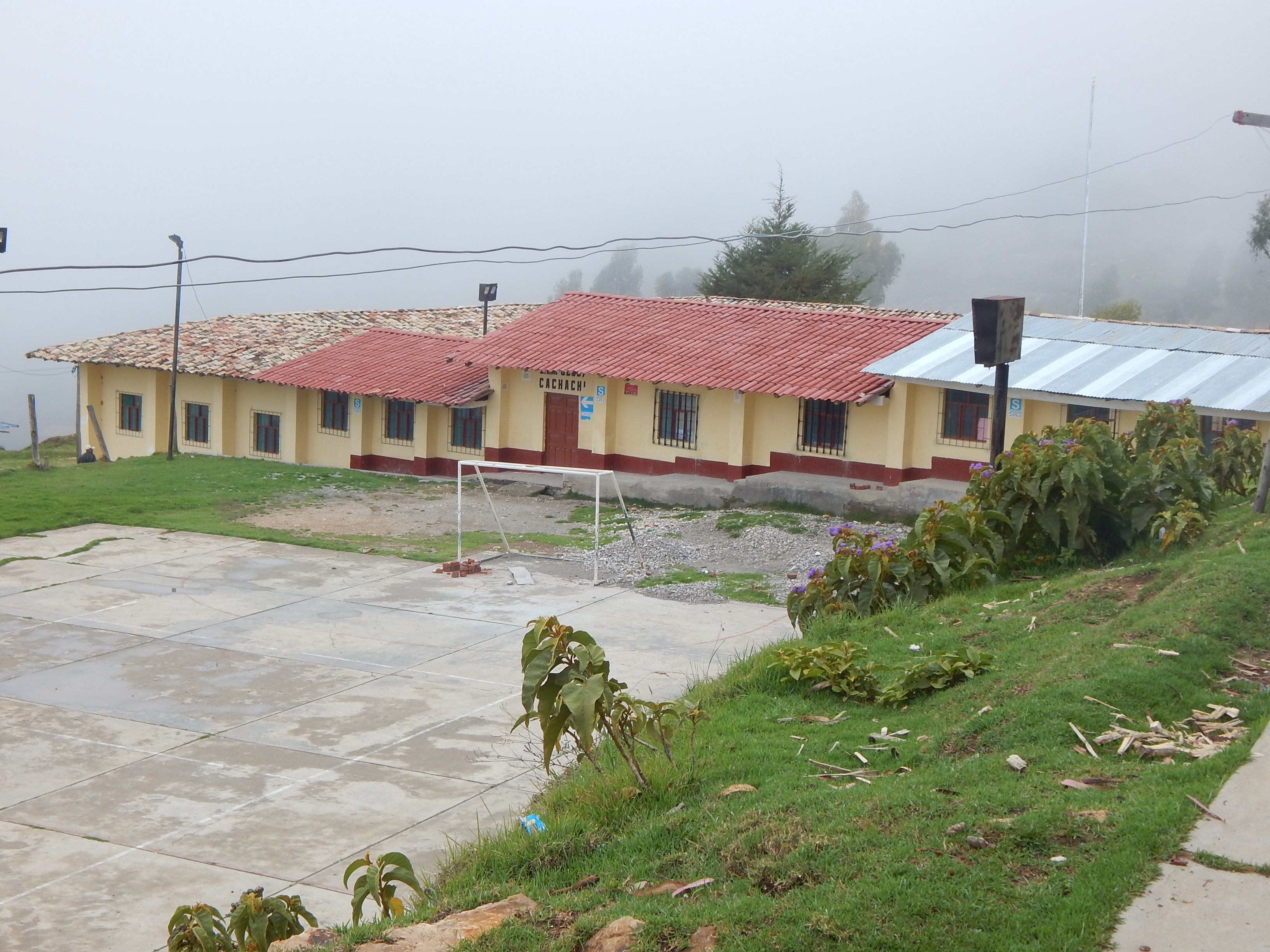
Escuela primaria de Cachachi N°82307

## División administrativa

### Centros poblados
Algamarca,
Araqueda,
Chuquibamba,
Calluan ,
Cholocal y
Tabacal

## Autoridades
- 2023 - 2026[2]
  - Alcalde: Manuel Oswaldo Salazar Gamboa, de Frente Regional Cajamarca.

### Municipales
- 2019 - 2022[2]
  - Alcalde: Manuel Oswaldo Salazar Gamboa, de Frente Regional Cajamarca.
  - Regidores:

  1. Juan Esteban Meléndez Chávez (Frente Regional)
  2. Marleny Aracely Asunción Bacilio (Frente Regional Cajamarca)
  3. Wilder Federico Caciano Sarmiento (Frente Regional Cajamarca)
  4. Jovita María Eusebio Huayan (Frente Regional Cajamarca)
  5. Nicolás Gerónimo Cerna Briceño (Frente Regional Cajamarca)
  6. Santos Eleuterio Amambal Longa (Somos Perú)
  7. Raquel Rosmery Flores Toribio ()

Alcaldes anteriores
- 2019 - 2023: Juan Efraín Cortegana Roncal, del Partido Alianza Para el Progreso (A).
- 2015 - 2018: Víctor Freddy Marquina Chup
- 2011 - 2014: Víctor Freddy Marquina Chup, del Partido Aprista Peruano (APRA).
- 2010: Víctor Freddy Marquina Chup.

## Festividades
- Febrero
  - Carnavales con el tradicional palo cilulo, metidas de volas, reinas, comparsas, corso en sus diferentes centros poblados, sobre todo en la capital distrital y cholocal.
- Diciembre
  - 8: Inmaculada Concepción, Fiesta Patronal.

Los Moradores de Cachachi celebran su fiesta patronal en honor y homenaje a la Santísima Virgen Inmaculada Concepción de María, el 8 de diciembre de cada año.